# Jeegundipatna, Mandya
Jeegundipatna là một làng thuộc tehsil Mandya, huyện Mandya, bang Karnataka, Ấn Độ.